# 奥野誠亮
奥野 誠亮（おくの せいすけ/せいりょう、1913年〈大正2年〉7月12日 - 2016年〈平成28年〉11月16日）は、日本の内務官僚、政治家。
衆議院議員（13期）、第16代国土庁長官、第39代法務大臣、第95代文部大臣などを務めた。栄典は正三位勲一等。

## 経歴
奈良県南葛城郡御所町（現・御所市）出身。
父は浪速製氷冷蔵社長、御所郵便局長、奈良県議会議員、御所町長を務めた奥野貞治。
奈良県立畝傍中学校、第一高等学校を経て、1938年（昭和13年）3月、東京帝国大学法学部政治学科卒業。

### 内務官僚時代
同年4月、内務省入省。静岡県内務部配属。その後、山梨県内務部人事課長。
第二次世界大戦中の1943年（昭和18年）に鹿児島県警察部特高課長として新興俳句弾圧事件の一つであるきりしま事件を指揮する。
長崎市への原子爆弾投下がされた翌日朝に、内務省が各省庁の官房長を集めて会議を開いたが、当時、同省地方局戦時業務課の事務官をしており、ポツダム宣言に「戦争犯罪人は処罰する」（第10条）と書かれていたため、戦犯を出さないように公文書の焼却（＝証拠隠滅）を提案した（日本が正式に降伏し、昭和天皇がこれを受けて「公有財産の毀棄を禁止する」詔書を出したのは9月2日）。

### 自治官僚時代
第二次世界大戦終戦後、内務省の廃止に伴い、内務省地方局を前身とする自治庁（後の自治省、現在の総務省）に移る。自治庁税務部長、自治庁税務局長、自治省財政局長を歴任し、柴田護と共に戦後の地方財政制度を作り上げた人物である。自治官僚時代には道州制を唱えて、県制と道州制のそれぞれの長所と短所を指摘した。衆議院議員に転進した後にも、県の合併に関する法案を出したが、廃案となった。
1963年（昭和38年）7月に自治事務次官に就任するが、池田勇人首相や、奥田良三奈良県知事らに口説かれ10月退官し衆議院議員総選挙に立候補。

### 政治家時代
1963年（昭和38年）11月、第30回衆議院議員総選挙に奈良県全県区から自由民主党公認で立候補し、当選。以後、13回連続当選。政治姿勢は右派であり、憲法改正や靖国神社参拝などを主張して来た。
従軍慰安婦問題に対しては「従軍慰安婦は商行為」と発言し、積極的に反対論を展開していた。
1972年（昭和47年）、第2次田中角栄内閣で文部大臣として当選4回で初入閣。在任中は学校教育の水準の維持向上のための義務教育諸学校の教育職員の人材確保に関する特別措置法成立に尽力した。1980年（昭和55年）、鈴木善幸内閣で法務大臣に就任。法務大臣時代にはロッキード事件裁判が進行中であり、これに関して「検察は人の道を外れたようなことをしてはならない」と述べたことが検察庁指揮権者の法務大臣として不適切な圧力ではないかとする批判を野党から受けた。1987年（昭和62年）竹下内閣では国土庁長官に任命され、土地対策にその手腕が期待されていたが、1988年（昭和63年）5月9日に衆議院決算委員会で日中戦争について「あの当時日本に侵略の意図は無かった」と発言して批判を浴び、5月13日に国土庁長官を辞任。国士タイプの官僚として、「国士庁長官」などと揶揄された。
通算3度の入閣を経験している。その後も、裁判官弾劾裁判所長、衆議院倫理審査会会長、自民党憲法調査会最高顧問などを務めた。
1993年の第40回衆議院議員総選挙後に自民党が結党以来初めて政権から下野することが確定すると、非自民・非共産連立参加諸党は従来の慣行を覆して比較第一党の自民党ではなく連立側から元日本社会党委員長の土井たか子を衆議院議長に擁立することを決定。通常は全会一致となる特別国会冒頭の議長選挙において、自民党は抗議の意図から敗北を承知で奥野に投票している（連立不参加の日本共産党も自党の独自候補である山原健二郎に投票）。
2003年5月31日に麻生太郎が東大での講演会で「創氏改名は朝鮮人が望んだ」と発言したことを批判した野中広務に対して、「朝鮮名のままだと商売がやりにくかった。そういう訴えが多かったので、創氏改名に踏み切った。私が内務官僚として判子をついた」と述べ、野中を黙らせた。
2003年（平成15年）10月、第43回衆議院議員総選挙には高齢のため立候補せず、長男の奥野信亮に地盤を譲る形で政界から引退した。
2013年7月12日に紀寿（100歳、数え歳では101歳の誕生日）を迎え、そのお祝いとして友人の綿貫民輔や島村宜伸から東京スカイツリーの見学に招かれた。
2015年11月の日本記者クラブでの記者会見では、未だに憲法改正が実現していないことについて「いつまでたっても戦後は終わらない。そろそろ自前の憲法を作ろう」と表明。
ほか、みんなで靖国神社に参拝する国会議員の会初代会長。平城遷都1300年記念事業協会特別顧問。奈良大学理事を務めた。
2016年11月16日、老衰のため、東京都渋谷区神宮前の自宅で死去。103歳没。正三位に叙された。

## 人物
- 反ジェンダーフリーで、選択的夫婦別姓制度にも反対した[16]。
- 長男の奥野信亮によれば、奥野は国際勝共連合の支援を受け、その見返りとして同団体の活動に協力したとされる[17]。
- 自治省財政局長時代、佐藤栄作に「（議員）バッジを付けてからものを言え」と言われた。同じ内務省出身の後藤田正晴は理論派の奥野に理屈で勝てなかったことによる発言であるとして「これは佐藤栄作さんの負けなんだな」と述べている[18]。
- 院内を移動中、杖を突きながら歩く鯨岡兵輔を追い抜く際、「年長者を挨拶無しに追い抜くとは何事か!」と怒鳴られた。しかし実際には、1915年9月15日生まれの鯨岡よりも、1913年7月12日生まれの奥野の方が年長者であった（衆議院議員当選は2人とも同じ1963年）。政界を引退した後にも、駅で岩見隆夫と遭遇した際、エスカレーターに乗った岩見がふと階段のほうを見ると、奥野がスタスタと階段を下りていたという[19]。
- 自治大臣・国家公安委員会委員長をしていた縁で「人権110番」主宰の千代丸健二と対談。「警察署長クラスに苦情・抗議を申し入れても埒が明かないときはどうすればいいのか」と問われた際に「オレのところに持って来い。国会で取り上げる」と答えた[20]。

## 親族
- 奥野宏子（妻）
  - 奥野信亮（長男）：衆議院議員。日産自動車元取締役[21]。
  - 奥野正寛（次男）：武蔵野大学経済学部教授。東京大学名誉教授[21]。
- 前川尚美（従姉妹）：前川昭一の妻で、前川喜平の母、中曽根康隆と川鍋文子（川鍋一朗の妻）の祖母[22]。

## 選挙歴
| 当落 | 選挙                   | 執行日         | 年齢 | 選挙区       | 政党       | 得票数     | 得票率 | 定数 | 得票順位 /候補者数 | 政党内比例順位 /政党当選者数 |
| ---- | ---------------------- | -------------- | ---- | ------------ | ---------- | ---------- | ------ | ---- | ------------------ | ---------------------------- |
| 当   | 第30回衆議院議員総選挙 | 1963年11月21日 | 50   | 奈良県全県区 | 自由民主党 | 5万8017票  | 14.70% | 5    | 2/10               | /                            |
| 当   | 第31回衆議院議員総選挙 | 1967年01月29日 | 53   | 奈良県全県区 | 自由民主党 | 6万175票   | 14.71% | 5    | 3/9                | /                            |
| 当   | 第32回衆議院議員総選挙 | 1969年12月27日 | 56   | 奈良県全県区 | 自由民主党 | 7万7369票  | 16.78% | 5    | 1/9                | /                            |
| 当   | 第33回衆議院議員総選挙 | 1972年12月10日 | 59   | 奈良県全県区 | 自由民主党 | 8万7754票  | 16.99% | 5    | 2/8                | /                            |
| 当   | 第34回衆議院議員総選挙 | 1976年12月05日 | 63   | 奈良県全県区 | 自由民主党 | 10万550票  | 17.89% | 5    | 1/7                | /                            |
| 当   | 第35回衆議院議員総選挙 | 1979年10月07日 | 66   | 奈良県全県区 | 自由民主党 | 11万5285票 | 20.89% | 5    | 1/6                | /                            |
| 当   | 第36回衆議院議員総選挙 | 1980年06月22日 | 66   | 奈良県全県区 | 自由民主党 | 12万8654票 | 21.88% | 5    | 1/6                | /                            |
| 当   | 第37回衆議院議員総選挙 | 1983年12月18日 | 70   | 奈良県全県区 | 自由民主党 | 8万5927票  | 13.34% | 5    | 3/8                | /                            |
| 当   | 第38回衆議院議員総選挙 | 1986年07月06日 | 72   | 奈良県全県区 | 自由民主党 | 12万6605票 | 19.19% | 5    | 1/7                | /                            |
| 当   | 第39回衆議院議員総選挙 | 1990年02月18日 | 76   | 奈良県全県区 | 自由民主党 | 11万245票  | 14.60% | 5    | 3/10               | /                            |
| 当   | 第40回衆議院議員総選挙 | 1993年07月18日 | 80   | 奈良県全県区 | 自由民主党 | 11万3254票 | 15.25% | 5    | ３/8               | /                            |
| 当   | 第41回衆議院議員総選挙 | 1996年10月20日 | 83   | 奈良3区      | 自由民主党 | 7万2682票  | 42.14% | 1    | 1/4                | /                            |
| 当   | 第42回衆議院議員総選挙 | 2000年06月25日 | 86   | 奈良3区      | 自由民主党 | 6万8695票  | 42.05% | 1    | 1/4                | /                            |

## 著書
- 「地方財政法講話」（1949年刊）
- 「都道府県合併促進論」（1964年刊、非売品）
- 「派に頼らず、義を忘れず 奥野誠亮回顧録」（2002年刊、PHP研究所）
- 「半世紀語りて尽きず」奥野誠亮 政論集 昭和篇 （2017年刊、電子書籍、奥野しんすけ公式サイト）
- 「半世紀語りて尽きず」奥野誠亮 政論集 平成篇 （2017年刊、電子書籍、奥野しんすけ公式サイト）

## 所属団体
- 神道政治連盟国会議員懇談会